# LINE WORKS
LINE WORKS（ラインワークス）とは、LINE WORKS株式会社が提供する企業向け（グループウェア）のクラウド型ビジネスチャットツールである。
2023年1月時点で日本国内での導入社数は約43万社、利用者数450万ユーザーとなっている。
スマートフォンやパソコンに対応し、LINEを踏襲したメッセージのやりとりだけでなく、個人や組織の予定管理、ファイル共有、メール、アドレス帳、アンケートなどが可能である。
運営会社のLINE WORKS株式会社は、LINEの親会社・ネイバーの子会社である。
2020年4月、LINE株式会社（現・LINEヤフー株式会社）が、ネイバーの子会社である WORKS MOBILE Corporation(WORKS KR)の第三者割当増資で、10.6％の株を取得と発表。韓国 NAVER Corporationの持ち株比率は70%。

## 機能
LINE連携機能
LINEを使うユーザーとのやりとりが可能。
グループチャット
トークを共有できるだけではなく、組織やグループ単位の予定、掲示板、ファイル共有、メーリングリストを利用することができる。
メンバー予定表
メンバーのスケジュールをひと目で把握でき、ちょっとしたミーティングや予定調整ができる。
ファイル共有
URL ワンタイムパスワード（OTP）、パスワード認証で共有できる。対象ユーザーもしくは対象としたグループのアクセス権も制限可能。
音声・ビデオ通話
遠隔地にいるスタッフ同士のコミュニケーションに使える（画面共有可）。
チャットボット
チャットボット開発に必要な技術ドキュメントは LINE WORKS Developersで公開している。
Dropboxと連携
Dropboxの画面上で、LINE WORKSに直接ファイルリンクを送信することが可能。
既読機能
トーク、ホーム、アンケート、メールで既読確認や未読メンバーへ再通知することができる。
タスク管理
アンケート
自分にトーク
自分に対してトークを送信する機能を搭載。パソコンとモバイル間での資料の移動やメモとして利用することが可能。
遠隔データ削除
スマートフォンを紛失したり、退職した場合に遠隔でモバイルアプリのデータを削除する機能。

## 特徴
他のツールと併用する必要なし
トーク、掲示板、アドレス帳、アンケート、カレンダー、メール、ファイル共有機能が既に備わっている。
組織と連動した階層式アドレス帳を搭載
SSO（OAuth、SAML ）利用可。
低価格
ビジネスチャットとしてほぼ全ての機能が月額450円/IDから利用可能。
階層型アドレス帳
組織と連動した階層式アドレス帳を搭載、部署名やグループ名ごとにアドレス帳を分ける事ができる。名前で検索するタイプのアドレス帳に比べ、同姓同名や似た名前の社員が複数人いる場合などに対応。

## 導入企業
公式サイトの導入事例から参照
- 学校法人追手門学院 追手門学院大学[15]
- 株式会社ヤナセ[16]
- プラザクリエイト[17]
- 東京個別指導学院[18]
- 日本ラグビーフットボール協会[19]
- ノエビアホールディングス[20]
- 明治安田生命保険[21]
- 三井住友海上火災保険[22]
- 学校法人大東文化学園 大東文化大学[23]
- 大阪市[24]
- サッポロビール株式会社[25]
- 田辺三菱製薬[26]
- みずほ銀行[27]
- ソフトバンク株式会社[28]
- RIZAPグループ株式会社[29]
- ミズノ株式会社、創価大学 駅伝部[30]
- LINE (企業)[31]
- ユニアデックス[32]
- 東急百貨店[33]
- 大東建託パートナーズ株式会社[34]
- 株式会社ウイズネット[35]
- JKホールディングス株式会社[36]
- ヒノキヤグループ[37]
- IDOM[38]
- Zoff（株式会社インターメスティック）[39]
- 三重大学医学部[40]